# 長崎都市圏
長崎都市圏（ながさきとしけん）は、長崎県長崎市を中心とする都市圏である。

## 定義

### 都市雇用圏
2010年国勢調査の基準では長崎市を中心市とする4市3町で都市雇用圏を構成し、2015年の人口は785,108人である。
域内総生産は約2兆4461億円。
都市雇用圏（10% 通勤圏）の変遷
- 都市雇用圏を構成しない自治体は、各統計年の欄で灰色かつ「-」で示す。

| 自治体 ('80) | 1980年                 | 1990年                 | 1995年                 | 2000年                 | 2005年                 | 2010年                 | 自治体 （現在） |
| ------------ | ---------------------- | ---------------------- | ---------------------- | ---------------------- | ---------------------- | ---------------------- | --------------- |
| 高島町       | -                      | -                      | -                      | -                      | 長崎 都市圏 78万6696人 | 長崎 都市圏 80万3828人 | 長崎市          |
| 外海町       | -                      | -                      | 長崎 都市圏 56万5319人 | 長崎 都市圏 70万0147人 | 長崎 都市圏 78万6696人 | 長崎 都市圏 80万3828人 | 長崎市          |
| 長与町       | 長崎 都市圏 55万3101人 | 長崎 都市圏 55万8126人 | 長崎 都市圏 56万5319人 | 長崎 都市圏 70万0147人 | 長崎 都市圏 78万6696人 | 長崎 都市圏 80万3828人 | 長与町          |
| 時津町       | 長崎 都市圏 55万3101人 | 長崎 都市圏 55万8126人 | 長崎 都市圏 56万5319人 | 長崎 都市圏 70万0147人 | 長崎 都市圏 78万6696人 | 長崎 都市圏 80万3828人 | 時津町          |
| 長崎市       | 長崎 都市圏 55万3101人 | 長崎 都市圏 55万8126人 | 長崎 都市圏 56万5319人 | 長崎 都市圏 70万0147人 | 長崎 都市圏 78万6696人 | 長崎 都市圏 80万3828人 | 長崎市          |
| 香焼町       | 長崎 都市圏 55万3101人 | 長崎 都市圏 55万8126人 | 長崎 都市圏 56万5319人 | 長崎 都市圏 70万0147人 | 長崎 都市圏 78万6696人 | 長崎 都市圏 80万3828人 | 長崎市          |
| 伊王島町     | 長崎 都市圏 55万3101人 | 長崎 都市圏 55万8126人 | 長崎 都市圏 56万5319人 | 長崎 都市圏 70万0147人 | 長崎 都市圏 78万6696人 | 長崎 都市圏 80万3828人 | 長崎市          |
| 野母崎町     | 長崎 都市圏 55万3101人 | 長崎 都市圏 55万8126人 | 長崎 都市圏 56万5319人 | 長崎 都市圏 70万0147人 | 長崎 都市圏 78万6696人 | 長崎 都市圏 80万3828人 | 長崎市          |
| 三和町       | 長崎 都市圏 55万3101人 | 長崎 都市圏 55万8126人 | 長崎 都市圏 56万5319人 | 長崎 都市圏 70万0147人 | 長崎 都市圏 78万6696人 | 長崎 都市圏 80万3828人 | 長崎市          |
| 琴海町       | 長崎 都市圏 55万3101人 | 長崎 都市圏 55万8126人 | 長崎 都市圏 56万5319人 | 長崎 都市圏 70万0147人 | 長崎 都市圏 78万6696人 | 長崎 都市圏 80万3828人 | 長崎市          |
| 多良見町     | 長崎 都市圏 55万3101人 | 長崎 都市圏 55万8126人 | 長崎 都市圏 56万5319人 | 長崎 都市圏 70万0147人 | 長崎 都市圏 78万6696人 | 長崎 都市圏 80万3828人 | 諫早市          |
| 飯盛町       | 長崎 都市圏 55万3101人 | 諫早 都市圏 14万1182人 | 諫早 都市圏 14万3556人 | 長崎 都市圏 70万0147人 | 長崎 都市圏 78万6696人 | 長崎 都市圏 80万3828人 | 諫早市          |
| 諫早市       | 諫早 都市圏 11万2279人 | 諫早 都市圏 14万1182人 | 諫早 都市圏 14万3556人 | 長崎 都市圏 70万0147人 | 長崎 都市圏 78万6696人 | 長崎 都市圏 80万3828人 | 諫早市          |
| 森山町       | 諫早 都市圏 11万2279人 | 諫早 都市圏 14万1182人 | 諫早 都市圏 14万3556人 | 長崎 都市圏 70万0147人 | 長崎 都市圏 78万6696人 | 長崎 都市圏 80万3828人 | 諫早市          |
| 高来町       | 諫早 都市圏 11万2279人 | 諫早 都市圏 14万1182人 | 諫早 都市圏 14万3556人 | 長崎 都市圏 70万0147人 | 長崎 都市圏 78万6696人 | 長崎 都市圏 80万3828人 | 諫早市          |
| 小長井町     | 諫早 都市圏 11万2279人 | 諫早 都市圏 14万1182人 | 諫早 都市圏 14万3556人 | 長崎 都市圏 70万0147人 | 長崎 都市圏 78万6696人 | 長崎 都市圏 80万3828人 | 諫早市          |
| 愛野町       | 諫早 都市圏 11万2279人 | 諫早 都市圏 14万1182人 | 諫早 都市圏 14万3556人 | 長崎 都市圏 70万0147人 | 長崎 都市圏 78万6696人 | 長崎 都市圏 80万3828人 | 雲仙市          |
| 吾妻町       | -                      | 諫早 都市圏 14万1182人 | 諫早 都市圏 14万3556人 | 長崎 都市圏 70万0147人 | 長崎 都市圏 78万6696人 | 長崎 都市圏 80万3828人 | 雲仙市          |
| 千々石町     | -                      | 諫早 都市圏 14万1182人 | 諫早 都市圏 14万3556人 | 長崎 都市圏 70万0147人 | 長崎 都市圏 78万6696人 | 長崎 都市圏 80万3828人 | 雲仙市          |
| 南串山町     | -                      | -                      | -                      | -                      | -                      | 長崎 都市圏 80万3828人 | 雲仙市          |
| 瑞穂町       | -                      | -                      | -                      | -                      | -                      | 長崎 都市圏 80万3828人 | 雲仙市          |
| 小浜町       | -                      | -                      | -                      | -                      | -                      | 長崎 都市圏 80万3828人 | 雲仙市          |
| 国見町       | -                      | -                      | -                      | 島原 都市圏            | 島原 都市圏            | 長崎 都市圏 80万3828人 | 雲仙市          |
| 大村市       | 大村 都市圏 7万5884人  | 大村 都市圏 8万3609人  | 大村 都市圏 8万9623人  | 大村 都市圏 9万4318人  | 長崎 都市圏            | 長崎 都市圏 80万3828人 | 大村市          |
| 東彼杵町     | 大村 都市圏 7万5884人  | 大村 都市圏 8万3609人  | 大村 都市圏 8万9623人  | 大村 都市圏 9万4318人  | 長崎 都市圏            | 長崎 都市圏 80万3828人 | 東彼杵町        |

- 2005年1月4日：長崎市に香焼町・伊王島町・高島町・野母崎町・三和町・外海町を編入。
- 2005年3月1日：諫早市と飯盛町・森山町・高来町・小長井町・多良見町が新設合併し新市制による諫早市が発足。
- 2005年10月11日：国見町・瑞穂町・吾妻町・愛野町・千々石町・小浜町・南串山町が新設合併し雲仙市が発足。
- 2006年1月4日：長崎市に琴海町を編入。

### 連携中枢都市圏
長崎市と長与町、時津町は連携協約を結び、長崎広域連携中枢都市圏を形成している。

### 都市計画区域
長崎市と諫早市、長与町、時津町の2市2町は長崎都市計画区域の指定をうけている。